# Iglesia Gesu (Miami)
La Iglesia Gesu (en inglés: Gesu Church) es una iglesia histórica ubicada en Miami, Florida. La Iglesia Gesu se encuentra inscrita  en el Registro Nacional de Lugares Históricos desde el 18 de julio de 1974.  

## Ubicación
La Iglesia Gesu se encuentra dentro del condado de Miami-Dade en las coordenadas 25°46′32″N 80°11′31″O / 25.775556, -80.191944.